# Jonathan Rea

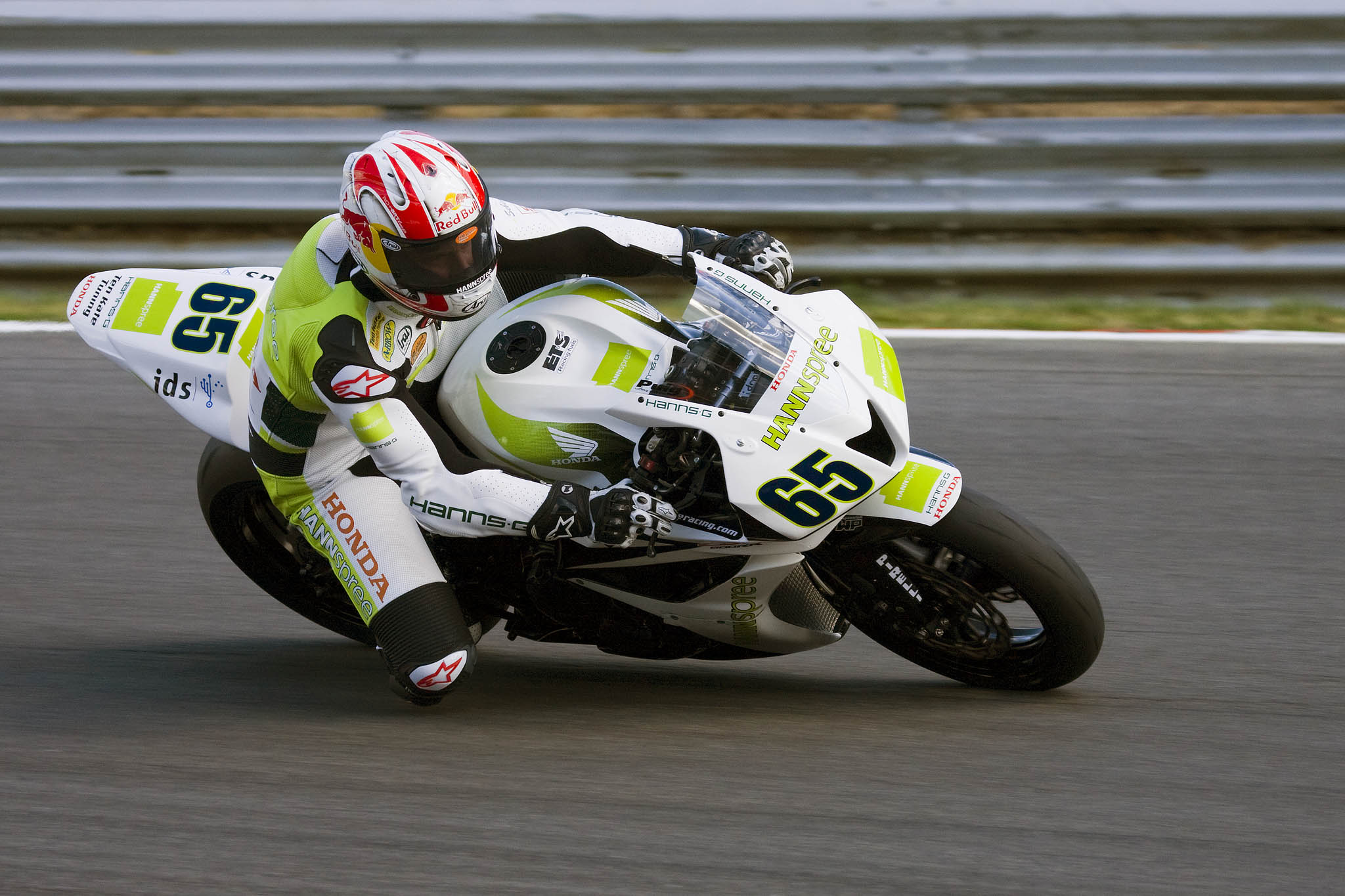
Jonathan Rea in 2008.

Jonathan Andrew Rea (Ballymena, 2 februari 1987) is een Noord-Iers motorcoureur. In 2007 was hij tweede in het Brits kampioenschap superbike en in 2008 was hij tweede in het Wereldkampioenschap Supersport. In 2015 en 2016 was hij kampioen in het wereldkampioenschap superbike.

## Carrière

### Vroege jaren
Voor een groot deel van zijn carrière werd Rea gesponsord door Red Bull. In 1997 werd hij tweede in het Britse 60cc motorcross-kampioenschap. Vanaf 2003 nam hij deel aan wegraces, waarbij hij reed in het Britse 125cc-kampioenschap. In 2004 werd zijn seizoen onderbroken vanwege een crash op het Knockhill Racing Circuit.

### Brits kampioenschap superbike
In 2005 kreeg Rea van Red Bull de kans om deel te nemen aan het Brits kampioenschap superbike op een Honda Fireblade. Hij behaalde direct een pole position op Mondello Park en werd met 64 punten zestiende in het kampioenschap ondanks dat hij twee raceweekenden moest missen. Een zevende plaats op het Croft Circuit was hierbij zijn beste resultaat.
In 2006 startte Rea het seizoen sterk, wat oorspronkelijk resulteerde in zijn eerste podiumplaats op Oulton Park voordat dit resultaat hem werd afgenomen na een illegale inhaalactie. Op Knockhill behaalde hij opnieuw een pole position en wist deze voor het eerst in zijn carrière om te zetten in een podiumplaats met een tweede positie in de tweede race. Hierna volgden nog drie podiumplaatsen en hij werd uiteindelijk vierde in de eindstand met 248 punten.
In 2007 stapte Rea over naar het fabrieksteam van Honda naast regerend kampioen Ryuichi Kiyonari. Na vier tweede en twee derde plaatsen behaalde hij op Mondello Park eindelijk zijn eerste overwinning in het kampioenschap. In het daaropvolgende raceweekend op Knockhill behaalde hij zijn eerste dubbele overwinning en op Oulton Park won hij ook de tweede race. In de laatste vijf raceweekenden wist hij nog één overwinning te behalen op Cadwell Park en eindigde het kampioenschap achter zijn teamgenoot op de tweede plaats met 407 punten.

### Wereldkampioenschap Supersport
In 2007 tekende Rea een driejarige overeenkomst met Ten Kate Honda om deel te nemen aan het wereldkampioenschap Supersport in 2008 en in het wereldkampioenschap superbike in 2009 en 2010. In zijn eerste race op het Losail International Circuit crashte hij echter, waarbij hij geblesseerd raakte aan een vinger. Desondanks bleef hij rijden en behaalde op het TT Circuit Assen zijn eerste podium met een tweede plaats, slechts veertien duizendsten van een seconde achter zijn teamgenoot Andrew Pitt. Hij won wel voor Ten Kate op Donington Park in het Britse kampioenschap Supersport als voorbereiding op de race in het wereldkampioenschap later dat jaar. Zijn eerste overwinning in het wereldkampioenschap behaalde hij op het Automotodrom Brno en volgde deze op met een tweede overwinning op Brands Hatch, die echter voortijdig werd afgebroken na een dodelijk ongeluk van Craig Jones. Op het Autodromo Vallelunga won hij een derde race, waardoor hij uiteindelijk met 164 punten tweede werd achter Pitt, ondanks dat hij het laatste raceweekend miste.

### Wereldkampioenschap superbike
In 2008 maakte Rea tijdens het laatste raceweekend op het Autódromo Internacional do Algarve zijn debuut in het wereldkampioenschap superbike voor Ten Kate Honda, waarbij hij in de eerste race direct vierde werd. In 2009 maakte hij zijn fulltime debuut voor het team. Op het Circuit Kyalami behaalde hij zijn eerste podiumplaats en in de daaropvolgende race op het Miller Motorsports Park stond hij opnieuw op het podium. Op het Misano World Circuit behaalde hij zijn eerste overwinning in het kampioenschap en later dat seizoen op de Nürburgring won hij een tweede race. Met 315 punten werd hij vijfde in de stand.
In 2010 won Rea voor Ten Kate hun thuisrace op het TT Circuit Assen, maar in het daaropvolgende raceweekend op het Autodromo Nazionale Monza crashte hij in beide races. Een nieuwe crash op het Miller Motorsport Park zorgde ervoor dat hij zijn nek en schouder blesseerde, maar desondanks reed hij toch de races. Later in het seizoen won hij races op Brno en de Nürburgring en hij eindigde het seizoen op een vierde plaats met 292 punten.
In 2011 bleef Rea bij Ten Kate rijden en won twee races op Assen en het Autodromo Enzo e Dino Ferrari. Zijn seizoen werd echter onderbroken door een crash op Misano, waarbij hij een blessure opliep aan zijn arm en sleutelbeen en vier raceweekenden moest missen. Desondanks werd hij negende in het kampioenschap met 170 punten.
In 2012 won Rea opnieuw op Assen en behaalde nog een overwinning op Donington Park, waarmee hij met 278,5 punten vijfde werd in de eindstand. Dat jaar maakte hij ook zijn debuut in de MotoGP-klasse van het wereldkampioenschap wegrace voor Repsol Honda als vervanger van de geblesseerde Casey Stoner. In de Grand Prix van San Marino eindigde hij als achtste en in de Grand Prix van Aragón werd hij zevende, alvorens Stoner hersteld was en Rea terugkeerde naar het wereldkampioenschap superbike.
In 2013 kende Rea een, voor zijn doen, moeilijke start van het seizoen, waarin hij in de eerste helft van het kampioenschap slechts drie podiumplaatsen behaalde. Op Silverstone behaalde hij zijn eerste overwinning van het jaar, maar in het daaropvolgende raceweekend op de Nürburgring brak hij bij een crash zijn dijbeen en was voor de rest van het seizoen uitgeschakeld. Hij werd negende in de eindstand met 176 punten.
In 2014 keerde Rea terug van zijn blessure en beleefde zijn succesvolste jaar tot dan toe. Hij won één race op Assen, twee op Imola en nog één in de Algarve en eindigde zo achter Sylvain Guintoli en Tom Sykes als derde in de eindstand met 334 punten.
In 2015 stapte Rea over naar het fabrieksteam van Kawasaki, na zijn hele carrière op een Honda gereden te hebben. Dit bleek een goede keuze, aangezien hij in slechts drie van de 26 races niet op het podium eindigde en in totaal veertien overwinningen boekte. Hij behaalde hiermee zijn eerste wereldkampioenschap met 548 punten.
In 2016 bleef Rea aan bij Kawasaki en behaalde, net als in het voorgaande seizoen, 23 podiumplaatsen, waarvan negen overwinningen. Hiermee scoorde hij 498 punten en werd hij de eerste coureur sinds Carl Fogarty in 1999 die zijn wereldtitel succesvol wist te verdedigen.